# María Teresa Herrera Tello
María Teresa Herrera Tello (Santiago, Nuevo León; 15 de octubre de 1956) es una normalista, jurista y política mexicana. Se he desempeñado como secretaria de la Reforma Agraria de 2000 a 2003 y consejera jurídica del Ejecutivo federal de 2003 a 2004 durante el gobierno del presidente Vicente Fox. Actualmente es la contralora general de Nuevo León en la gubernatura de Samuel García.

## Biografía
Es maestra normalista y licenciada en Ciencias Jurídicas egresada de la Universidad Autónoma de Nuevo León.
Como abogada se integró al poder judicial en Nuevo León y ascendió en las jerarquías de dicho poder. Ejerció como presidenta del Tribunal Superior de Justicia del Estado, convirtiéndose en la primera mujer en ejercer el cargo; durante su administración se empeñó en el uso de tecnologías de la información aplicadas a la impartición de justicia.
El 1 de diciembre de 2000, el presidente Vicente Fox la designó Secretaria de la Reforma Agraria, cargo en el que permaneció hasta 2003.
Se desempeñó como Consejera jurídica del Ejecutivo federal entre abril de 2003 y noviembre de 2004.
Dejó el 11 de noviembre del mismo año para ejercer como consejera del Consejo de la Judicatura Federal.
El 14 de octubre de 2021, el gobernador Samuel García la designó como titular de la Contraloría y Transparencia Gubernamental de Nuevo León.